# UoSAT 1
UoSAT 1 (auch UoSAT-OSCAR 9) war ein britischer Amateurfunksatellit.
Er wurde an der University of Surrey gebaut und am 6. Oktober 1981 als Sekundärnutzlast zusammen mit dem Forschungssatelliten Solar Mesosphere Explorer mit einer Delta 2000 an der Vandenberg Air Force Base in einen Low Earth Orbit gestartet. Der Wiedereintritt erfolgte am 13. Oktober 1989.
Der Satellit sendete Bilder seiner CCD-Kamera sowie Signale seines Sprachsynthesizers.